# Episcopalismo

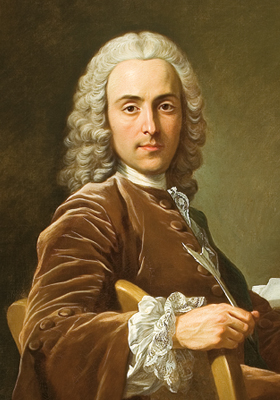
El ilustrado español Gregorio Mayans, defensor del episcopalismo.

Por episcopalismo se entiende tanto el sistema de organización jerárquica de una parte importante de las Iglesias cristianas en la que la principal autoridad local es el obispo, como la doctrina o corriente del catolicismo que defiende la primacía de los obispos sobre el Papa de Roma y que fue rechazada en el Concilio Vaticano I al aprobarse los dogmas relativos a la autoridad absoluta del Papa sobre la Iglesia y a su infalibilidad. En el extremo contrario del episcopalismo se sitúa el ultramontanismo. 

## El sistema episcopal
Durante gran parte de la historia del cristianismo, el sistema episcopal fue la única forma conocida de organización eclesiástica. Todavía está en uso en muchas de las principales iglesias y denominaciones cristianas, como las iglesias o denominaciones católicas, ortodoxas orientales y, formalmente, anglicanas. Se considera que los obispos derivan su autoridad de una sucesión apostólica personal e ininterrumpida de los doce apóstoles de Jesús.
La Reforma trajo muchos cambios. En la actualidad muchas iglesias protestantes están organizadas de acuerdo con los sistemas presbiterianos sinodales o con los congregacionalistas, ambos inspirados en los escritos de Juan Calvino y respaldados por su interpretación de los textos bíblicos. Las iglesias luteranas y la Iglesia reformada húngara han retenido formalmente a los obispos, pero estos son elegidos en el marco de un funcionamiento sinodal presbiteriano. La mayoría de los obispos anglicanos también son elegidos según el principio sinodal presbiteriano, aunque por lo demás se benefician de la sucesión apostólica.
En el caso particular de la Iglesia Católica, el episcopado está presidido por el Papa, cuya suprema autoridad quedó definitivamente reconocida tras el Concilio Vaticano I.

## El episcopalismo como corriente del catolicismo
La RAE define el episcopalismo como el «sistema o doctrina de los canonistas favorables a la potestad episcopal y adversarios de la supremacía pontificia». El Concilio de Trento, como ha señalado Andoni Artola Renedo, dejó sin resolver satisfactoriamente ciertas cuestiones «como la infalibilidad pontificia o la relación del papa con los obispos», lo que dio lugar a que se configuraran dos paradigmas principales. El ultramontano, «en el que primaba la centralidad espiritual y jurisdiccional de la Santa Sede», y el defendido por diversas corrientes heterogéneas «que, si bien reconocían al obispo de Roma cierto primado para garantizar la unidad de la Iglesia, le negaban superioridad jerárquica sobre el conjunto de los obispos. En el seno de estas segundas corrientes se formularon distintas propuestas de organización eclesiástica. El galicanismo en Francia o lo que los historiadores llamamos, con mayor o menor acierto, regalismo en España o josefinismo en Austria».
La propuesta más claramente episcopalista la formuló el jansenismo en el marco de su intento de recuperación de las esencias de la Iglesia primitiva, «un proceso de purificación que exigía la modificación de las relaciones jerárquicas internas» de la Iglesia. El episcopalismo también fue defendido por buena parte de los ilustrados, como el español Gregorio Mayans.
La polarización entre las dos posiciones, la ultramontana y la que genéricamente se llama episcopalista, alcanzaría su cénit en el sínodo de Pistoya, y después, durante la Revolución francesa, con la aprobación de la Constitución Civil del Clero. El primero supuso el triunfo de las corrientes episcopalistas, siguiendo la línea jansenista trazada a principios de siglo por Zeger Bernhard van Espen —un autor conocido y seguido por buena parte de los primeros regalistas e ilustrados españoles, como Mayáns— y desarrollada por el teólogo Pietro Tamburini. Sus actas tuvieron una amplia difusión e influencia en España como dejó escrito el ilustrado Gaspar Melchor de Jovellanos en sus Diario: «toda la juventud salmantina [en referencia a los estudiantes de la principal universidad española] es port-royalista, de la secta pistoyense... Más de tres mil ejemplares había cuando vino su prohibición. Uno sólo se entregó».
El episcopalismo acabó confluyendo en el siglo XVIII con el regalismo de los monarcas absolutos europeos que lo utilizaron como «argumento» en su pugna con Roma dando nacimiento al que se ha denominado «episcopalismo regalista». Una muestra temprana de este lo constituye el Dictamen que de Orden del Rey dio el Illmo. Sr. D. Francisco Solís, Obispo de Córdoba y Virrey de Aragón en el año 1709 sobre los Abusos de la Corte Romana por lo tocante a las Regalías de S.M. y Jurisdicción que reside en los Obispos escrita por el obispo Francisco Solís, en el que defendió la independencia de los obispos respecto de Roma, al ser consagrados iure divino, lo que les permitía convocar concilios —siguiendo, pues, los principios del episcopalismo y del conciliarismo—, y señalando además al centralismo romano como la principal causa de la decadencia de la Iglesia. Así propone, siguiendo el ejemplo de los Concilios de Toledo de la época visigoda, que el rey convoque un concilio de todos los obispos españoles que apruebe las medidas necesarias para llevar a cabo la reforma eclesiástica. Con esta última propuesta, Solís defiende seguir el ejemplo del galicanismo y en su escrito alaba la Pragmática Sanción de Bourges.
La respuesta antiregalista fue inmediata. El cardenal Portocarrero, Alonso de Monroy, arzobispo de Santiago, y el cardenal Belluga, obispo de Murcia, enviaron sendos escritos al rey, el último de ellos en forma de un contundente Memorial Antirregalista, que no vería la luz pública en Roma hasta la década de 1740. En todos ellos aparecen las ideas propias de la corriente ultramontana: «un antiepiscopalismo radical, pues, a su juicio, las reivindicaciones episcopales constituyen un peligro para la Iglesia; predominio del centralismo romano y exaltación del poder pontificio; temor al regalismo que consideran un peligro de cisma; inmunidad de los privilegios eclesiásticos, apoyados por Roma, y que consideran básicos para la conservación del catolicismo en España y rechazo de cualquier atisbo de secularización que pudiera expresar la autonomía del poder político».
En 1745 el jurista ilustrado valenciano Gregorio Mayans redactó un Examen del Concordato de 1737 en el que negaba su validez a partir de la defensa del «episcopalismo regalista», y trayendo de nuevo a colación el antecedente de los Concilios de Toledo de época visigoda en los que se habría aprobado el patronato regio, por lo que los reyes españoles no necesitaban de la aprobación pontificia para ejercitar su potestad sobre la Iglesia de sus dominios, en ejercicio de las regalías a las que el soberano no podía renunciar.
El concordato de 1753 abrió una nueva etapa en las relaciones Iglesia-Estado, pero el objetivo episcopalista y conciliarista perseguido por algunos regalistas e ilustrados como Solís y Mayans, no se consiguió porque la Iglesia española quedó bajo el control del soberano, no del concilio de los obispos presididos por el rey como aquellos proponían. Prueba de ello fue que el análisis del Concordato que el marqués de la Ensenada encargó a Mayans, y que este tituló Observaciones al Concordato de 1753, nunca se publicó.